# Schans De Drie Gaten
Schans "De Drie Gaten" was een schans, welke door de Staatse troepen werd aangelegd na de verovering van dit gebied op de Spaansgezinden in 1604. Ze bevindt zich aan de Liniedijk nabij de buurtschap Klein-Brabant en de Blontrok, ten westen van Waterlandkerkje.
De schans maakte deel uit van de Passageule-Linie.